# Ménec Fossae
La Ménec Fossa è una struttura geologica della superficie di Europa.